# Польские племена
Польские племена — термин, используемый для описания некоторых племен западных славян, которые с середины VII века и до создания польского государства династией Пястов жили на территории нынешней Польши.
Территория, на которой они жили, стала частью первого польского государства, созданного Мешко I и расширенного им к концу X-го века, а затем увеличенная королём Болеславом I в начале XI века.
Примерно в 850 году был создан список народов и племён — Баварский географ. Примечательно, что в списке отсутствовали поляне, поморяне и мазовшане, которые были упомянуты позднее Нестором Летописцем в его Повести временных лет (XI—XII век).
Наиболее важные польские племена — поляне, мазовшане, висляне, силезцы и поморяне.
Эти пять племен «были даже более тесно связаны друг с другом общей культурой и языком, чем германские племена».

## Список племён
Ниже приведен список польских и других завоеванных славянских племен, проживавших в землях Польши в раннем средневековье, на момент создания Польского государства. Некоторые из них остались отдельной этнической группой, в то время, как другие племена были ассимилированы в культуру Польши.
- Западные поляне
- Поморяне
  - Пыжичане
  - Волиняне
- Гопляне
- Лендзяне
- Мазовшане
- Висляне
- Силезские племена — как правило относят к польским племенам (за исключением двух племен, которых относят к чешским племенам)
  - Бежунчане
  - Бобряне
  - Дедошане
  - Голенжицы
  - Любушане
  - Ополяне
  - Слензане
  - Требовяне